# Демаркаційна лінія в Чехословаччині
Демаркаційна лінія в Чехословаччині — лінія розподілу сфер впливу Союзників та СРСР при розгромі Вермахту у 1945 році.
Початкова дана лінія мала приблизно йти вздовж чесько-баварського кордону, проте з огляду на те, що Союзники досягли цієї лінії значно раніше Червоної армії, було встановлено нове проходженні цієї лінії по межі Карлові Вари — Пльзень — Чеські Будейовиці.
Нова лінія була дотримана попри те, що Союзники мусили чекати на ній радянські війська 2—3 дні. Тому, наприклад, Плзень, аж до Плас (не включно) звільнили американці, які були тут вже 5 травня, коли радянські війська дійшли до Праги лише 9 травня. Американський командувач Джордж Сміт Паттон, що звільнив Пльзень і дійшов до Рокицан, хотів звільнити і Прагу, тому що був від неї у 2—3 годинах їзди. Проте верховне командування американських військ заборонило йому це, посилаючись на те, начебто Червона армія вже розпочала операцію по звільненню Праги, хоча це було не так.